# Polissoirs von Mondétour

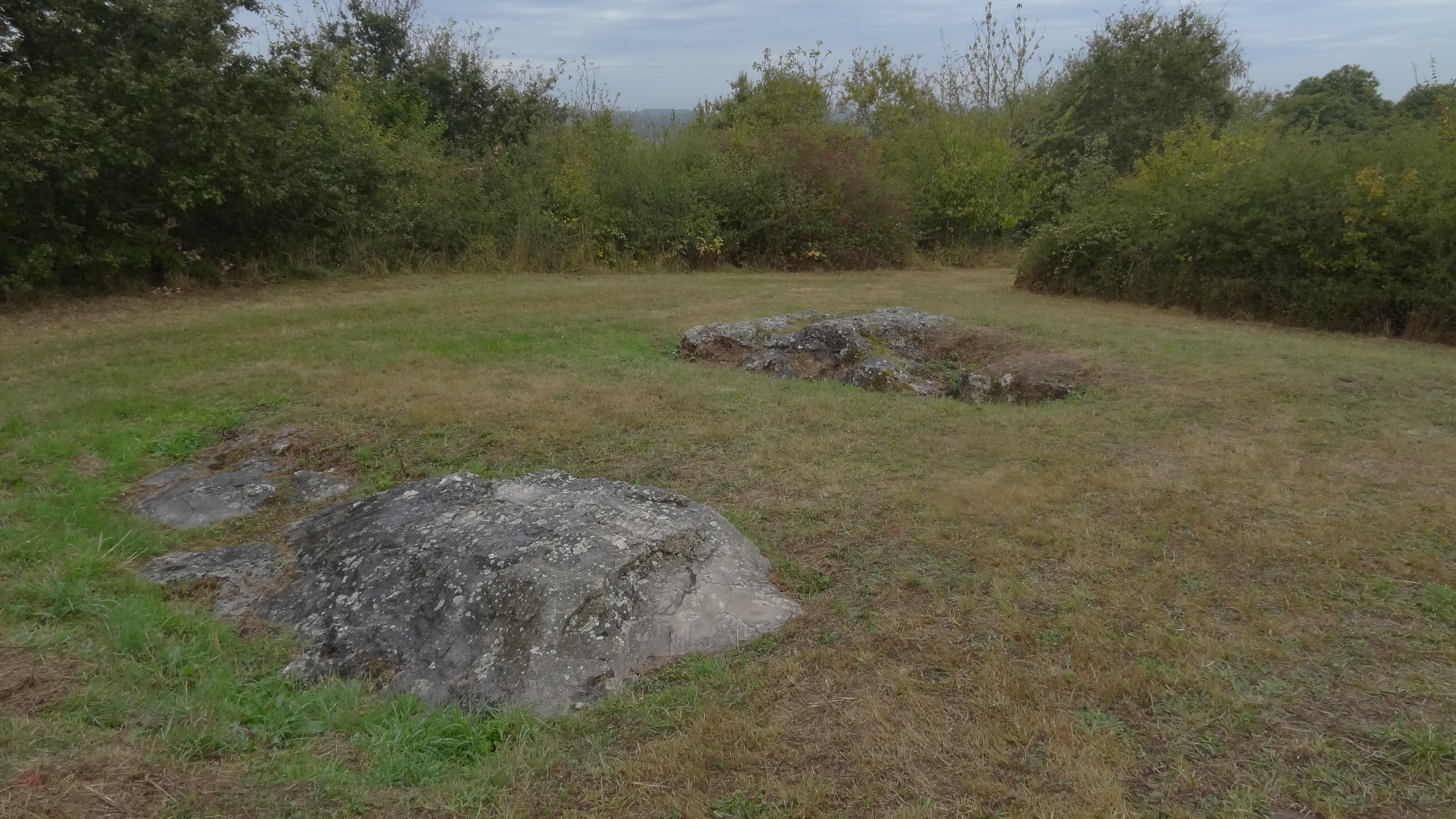
Polissoirs von Mondétour

Die als Monument historique eingestuften Polissoirs von Mondétour sind zwei Wetzrillensteine in Naveil im Norden des Département Loir-et-Cher in Frankreich.
Polissoir Nr. 1 ist ein 5,4 m langer und 2,1 m breiter Feuerstein-Brekzieblock. In seiner nordöstlichen Hälfte weist er 18 Rillen mit Längen von 0,18 bis 0,70 m, ein rundes Schälchen mit 24 cm Durchmesser sowie vier Schalen mit Längen von 8 cm bis 24 cm und zwei Polierflächen auf. 
Der erst 1968 entdeckte Polissoir Nr. 2 ist ein 1,2 m langer und 0,8 m breiter Puddingsteinblock mit bündigem Feuerstein. Er verfügt über zwei Schälchen mit Längen von 12 und 14 cm, Breiten von 8 und 7 cm und Tiefen von 0,6 und 0,4 cm. Weitere Rillen und Becken könnten im zerfallenen Teil des Blocks zerstört oder in seinem vergrabenen Teil verborgen sein.